# Litopenaeus stylirostris
Litopenaeus stylirostris är en kräftdjursart som först beskrevs av William Stimpson 1874.  Litopenaeus stylirostris ingår i släktet Litopenaeus och familjen Penaeidae. Inga underarter finns listade i Catalogue of Life.

## Bildgalleri

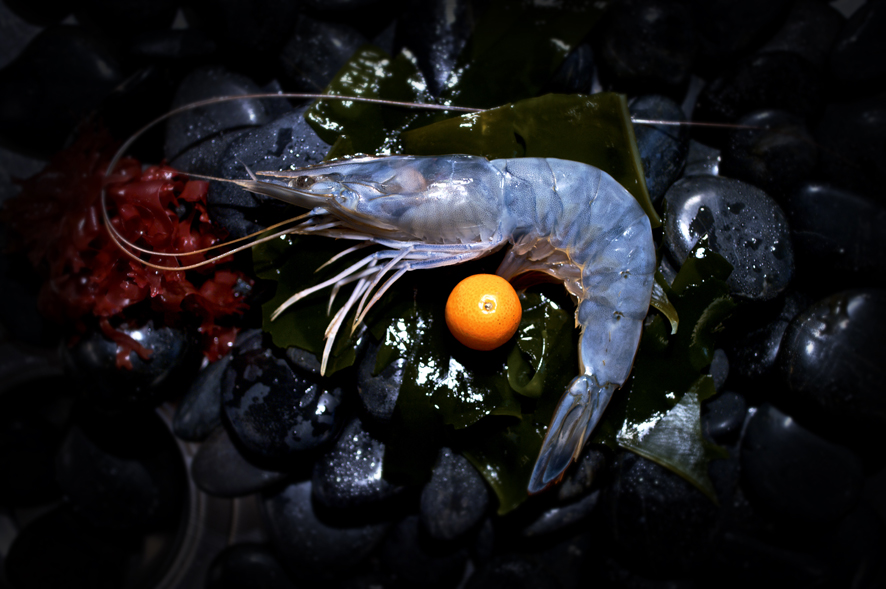